# Международен ден на ромите
Международният ден на ромите (8 април) се чества ежегодно от ООН и Европейския съюз от 1992 г., когато е предложен от международната организация „Романо юнион“.

## История
През 1971 г. в Лондон се провежда за първи път световен ромски конгрес, с участието на представители на ромите от всички континенти и на правителството на Индия. Тогава е поставено началото на световното ромско движение за утвърждаване и развитие на ромската култура и идентичност. Приети са флагът и химнът на ромите.